# Гулдентал
Гулдентал (њем. Guldental) општина је у њемачкој савезној држави Рајна-Палатинат. Једно је од 119 општинских средишта округа Бад Кројцнах. Према процјени из 2010. у општини је живјело 2.557 становника. Посједује регионалну шифру (AGS) 7133035.

## Географски и демографски подаци
Гулдентал се налази у савезној држави Рајна-Палатинат у округу Бад Кројцнах. Општина се налази на надморској висини од 140 метара. Површина општине износи 13,0 km². У самом мјесту је, према процјени из 2010. године, живјело 2.557 становника. Просјечна густина становништва износи 197 становника/km².